# Joan Vilà Moll
Joan Vilà Moll (Barcelona, 12 de gener de 1987) és un músic i compositor de cinema català.
Va començar els estudis de piano als 7 anys al Taller de Músics, l'Escola Àngel Soler i l'Escola Santa Anna. Entre els seus mestres hi ha els compositors Lluís Vergés i Soler, Roque Baños i Lucio Godoy. També va estudiar amb Conrad Pope al Hollywood Music Workshop, Orchestration for films de Viena. Ha treballat com a editor musical al programa Zona Zàping de TV3, però també en curtmetratges, espots publicitaris i llargmetratges com Quién Eres (2018), Capa Negra (2018), Blue Rai (2017), Verano Rojo (2017) o Barcelona, nit d'hivern (2015). Compagina la feina de músic amb la de docent de música a l'Escola Santa Anna de l'Eixample, on imparteix classes de piano, bateria i llenguatge musical.
Ha guanyat el premi 2018 Hollywood Music in Media Awards i els Jerry Goldsmith Awards 2018.
S'interessà pel món del cinema des de petit, fascinat per les pel·lícules de Walt Disney Pictures, somiava amb dedicar-se a la producció cinematogràfica. Però va ser determinant la influència de la pel·lícula Cadena Perpètua (1994), amb la música composta pel Thomas Newman, cosa que va fer que decidís ser compositor de cinema, perquè així explicaria les històries a través del llenguatge de la música. A més de ser pianista, és també bateria a un grup de punk rock català anomenat Magda.